# Mukti Lincir
Mukti Lincir is een bestuurslaag in het regentschap Aceh Singkil van de provincie Atjeh, Indonesië. Mukti Lincir telt 384 inwoners (volkstelling 2010).